# Chlorurus rhakoura
Chlorurus rhakoura là một loài cá biển thuộc chi Chlorurus trong họ Cá mó. Loài này được mô tả lần đầu tiên vào năm 1997.

## Từ nguyên
Từ định danh của loài được ghép bởi hai từ trong tiếng Hy Lạp cổ đại: rhákos (ῥάκος, "giẻ rách") và ourá (οὐρά, "đuôi"), hàm ý đề cập đến vây đuôi có vẻ ngoài "rách rưới" của chúng.

## Phạm vi phân bố và môi trường sống
C. rhakoura được ghi nhận rải rác ở Ấn Độ Dương và Tây Thái Bình Dương. Loài này được biết đến tại những vị trí sau, bao gồm: Sri Lanka; vịnh Mannar (Ấn Độ); phía bắc bang Tây Úc (Exmouth và quần đảo Dampier); các đảo Sumatra, Simeulue và Halmahera (Indonesia); bờ biển Andaman thuộc Thái Lan; và bờ biển Bangladesh.
Năm 2017, một nhóm gồm 6 cá thể C. rhakoura được đánh bắt ngoài khơi đảo Sicilia (Ý) ở độ sâu khoảng 40–50 m. Đây là loài cá mó du nhập thứ hai được biết đến ở Địa Trung Hải, trước đó là Scarus ghobban.
Môi trường sống của loài này là các rạn san hô gần bờ.

## Mô tả
C. rhakoura có chiều dài cơ thể tối đa được biết đến là 44 cm. Cơ thể thuôn dài, hình bầu dục. C. rhakoura cùng với hai loài khác làChlorurus cyanescens và Chlorurus oedema được xếp chung vào một nhóm phức hợp loài. Cả 3 loài này đều có chung đặc điểm là cục bướu lớn trên trán của cá đực trưởng thành. Khác với hai loài sau, vây đuôi của C. rhakoura có tia vây thò ra ngoài, làm vây đuôi của chúng mang vẻ "rách rưới".
C. rhakoura có màu nâu xám đến xanh lam tím rất thẫm, vảy trên thân có màu lục lam với viền màu tím sẫm. Vây hậu môn và vây bụng có viền màu xanh sáng. Tấm răng có màu trắng phớt xanh.
Số gai vây lưng: 9; Số tia vây ở vây lưng: 10; Số gai vây hậu môn: 3; Số tia vây ở vây hậu môn: 9; Số tia vây ở vây ngực: 14–15.

## Sinh thái học
Thức ăn của C. rhakoura là tảo. C. rhakoura có thể sống đơn độc hoặc hợp thành nhóm nhỏ.